# 沙恩·奥德里斯科尔
沙恩·奥德里斯科尔（英語：Shane O'Driscoll，1992年9月10日—），爱尔兰男子赛艇运动员。他曾代表爱尔兰参加2017年世界赛艇锦标赛，搭档马克·奥多诺万获得男子轻量级双人单桨无舵手金牌。